# Ina Boekbinderbrug

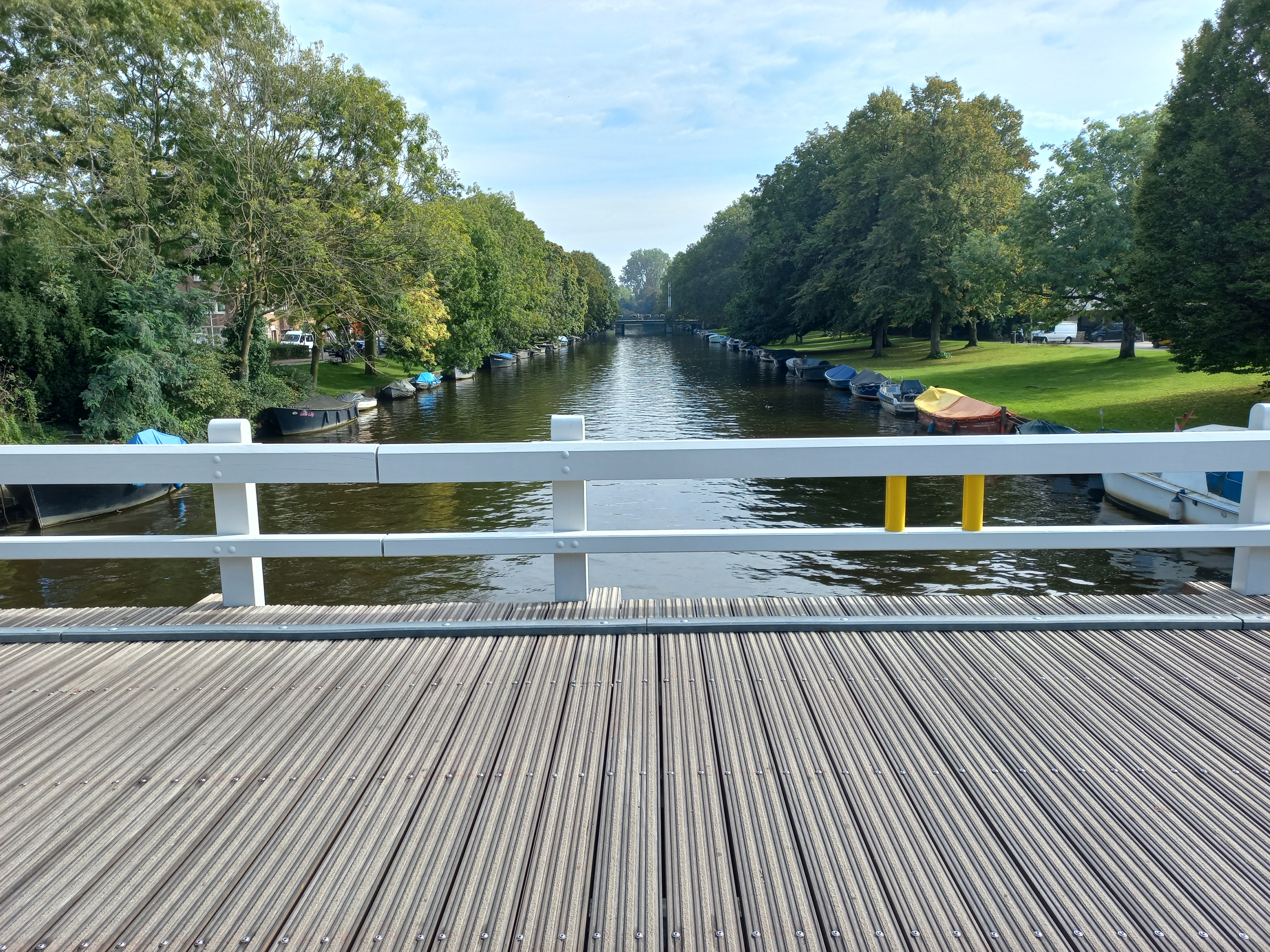
De brug na opknapbeurt (september 2023)

Ina Boekbinderbrug (brug 416) is een vaste brug in Amsterdam-Zuid.
De brug is gelegen in de Minervalaan en overspant het Zuider Amstelkanaal.
Hendrik Petrus Berlage tekende deze brug al in op zijn plattegrond voor Plan Zuid uit 1915. De breedte van de brug was toen al vrij krap ten opzichte van de breedte van de Minervalaan. In 1931 lag er een aantal ontwerpen klaar voor de bruggen over het Zuider-Amstelkanaal, maar aanleg zou nog op zich laten wachten.
De gemeenteraad probeerde ruim een miljoen gulden te budgetteren voor een achttal bruggen. Vervolgens waren er drie redenen om geen brug te bouwen. Een eerste was de economische crisis in de jaren dertig en vervolgens de Tweede Wereldoorlog. Een derde reden was dat de bebouwing van de zuidkant van het Zuider Amstelkanaal langzaam op gang kwam. Vanaf midden jaren vijftig lag er ter plaatse een soort Baileybrug. Die noodbrug lag niet op de plaats waar brug 416 gebouwd zou worden, maar even ten westen daarvan (ter hoogte van Stadionkade 20-21).. Die brug hield het tot 1987 vol. De brug lag op een onlogische plaats (voor een woonblok) en niet voor de doorgaande Minervalaan. In 1967 reed hier een vrouw komende vanuit de Minervalaan het water in; zij was in de veronderstelling dat er een brug lag. Toen zij ontdekte dat die er niet was, was het te laat om te voorkomen om te water te geraken, twee personen verdronken daarbij.
In 1987 kwam er een nieuwe fiets- en voetgangersbrug; de houten overspanning kwam op betonnen pijlers te staan. Het ontwerp van de brug kwam van Dirk Sterenberg van de Dienst der Publieke Werken. De balustrades zijn eveneens van hout, in de voor Amsterdam afwijkende kleuren wit en geel. Die kleuren zijn ook doorgevoerd in een tweetal lantaarns/lichtzuilen. Op de brug staat een aantal zitbankjes. De brug verbindt twee typen architectuur met elkaar. Ten noorden van de brug is er een laan met huizenblokken; ten zuiden van de brug een villawijk. Aan de noordzijde van de brug staat midden in een grasveld een plastiek van André Volten.
De gemeente besloot op 5 september 2023 de brug te vernoemen naar verzetsstrijder Ina Boekbinder.  Dat kwam juist op het moment dat de brug vanwege onderhoudswerk er niet lag. 

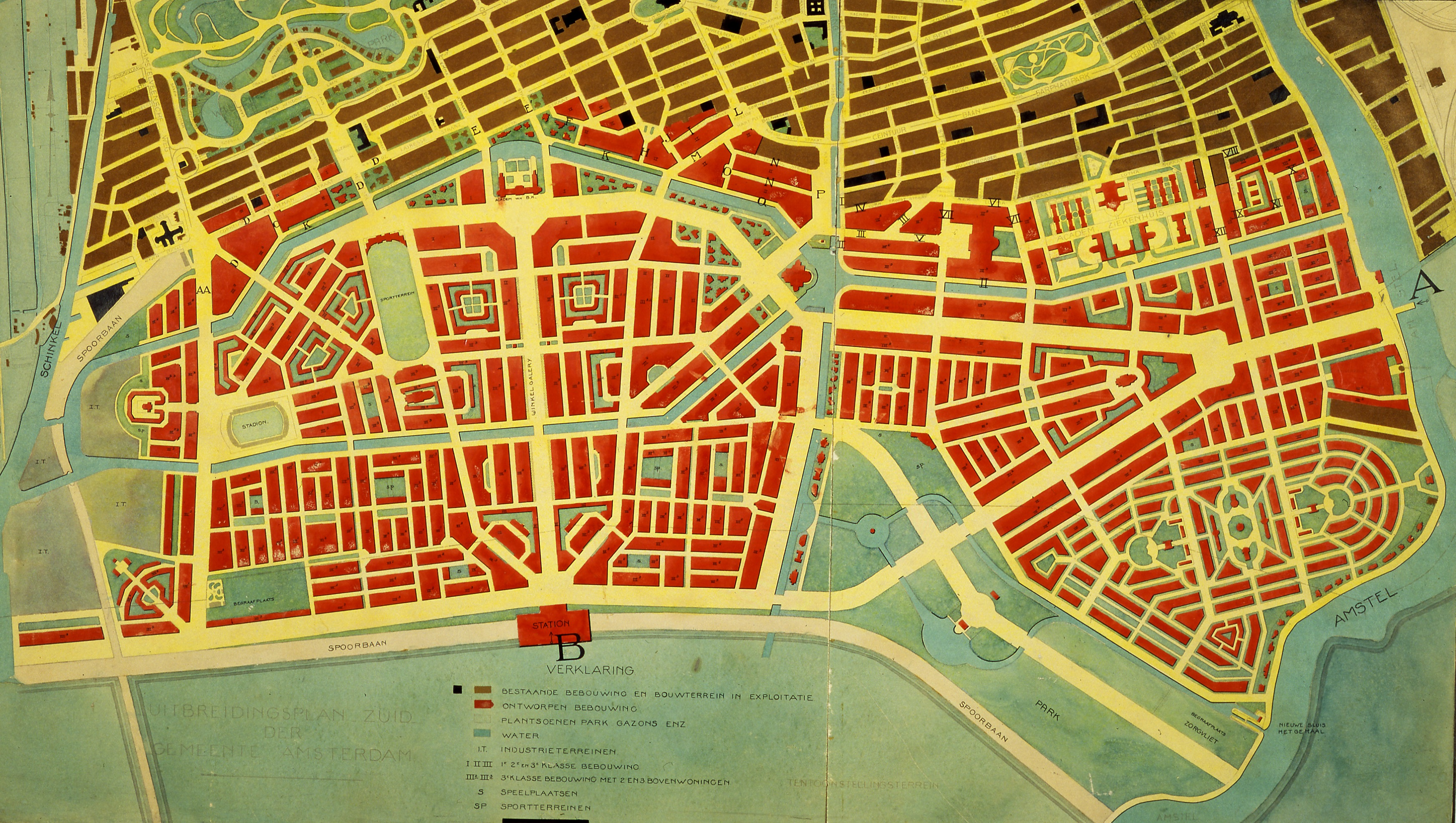
Geplande brug 416 recht boven het geplande station (rode blok onder); beide zouden nog jaren in planning blijven.

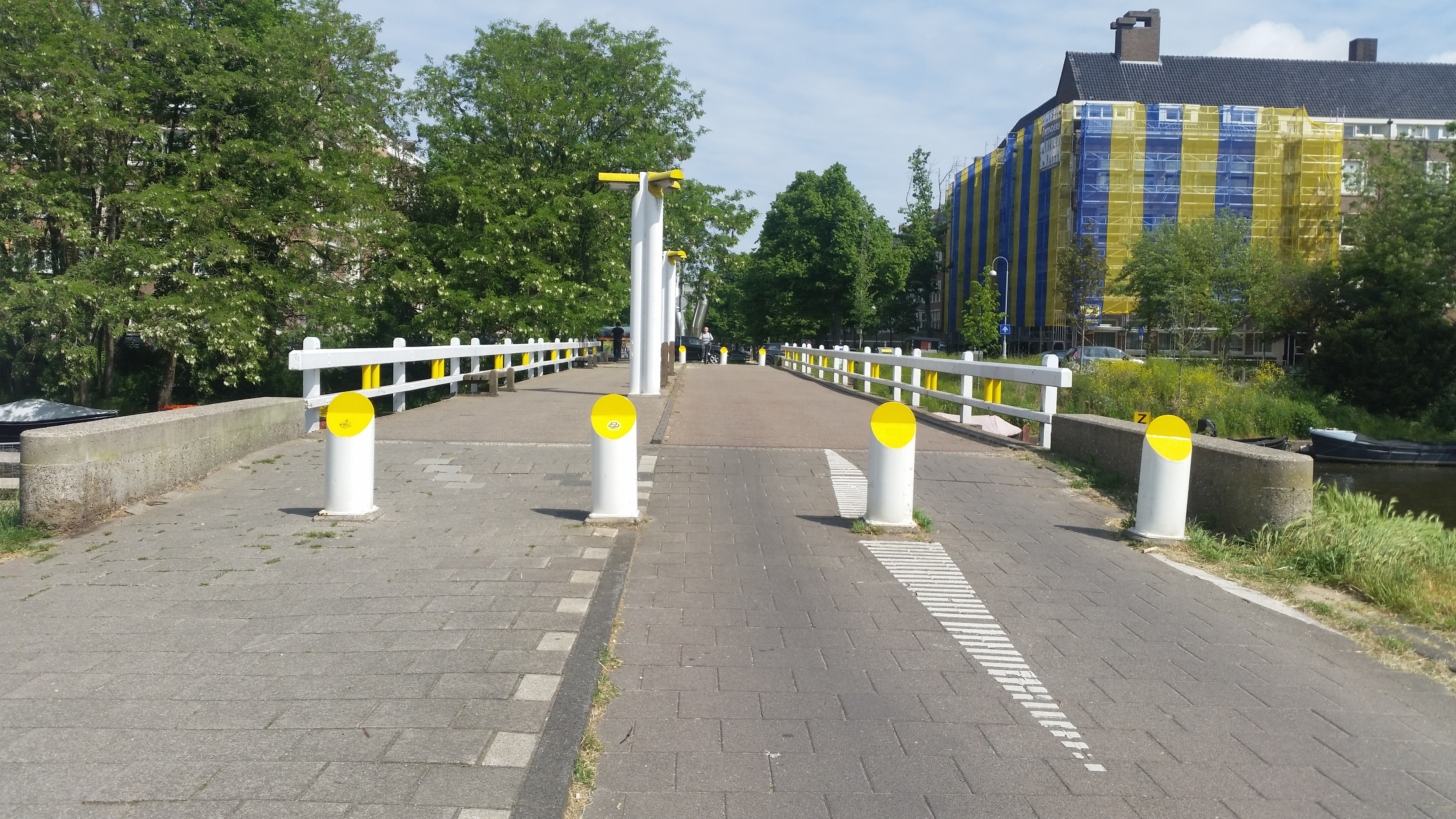
Brug 416 in geel en wit (mei 2019)

<<< · 400 · 401 · 402 · 403 · 404 · 405 · 406 · 407 · 408 · 409 · 410 · 411 · 413 · 414 · 415 · 416 · 417 · 418 · 419 · 420 · 421 · 422 · 423 · 424 · 425 · 427 · 429 · 430 · 431 · 432 · 433 · 434 · 435 · 436 · 437 · 438 · 439 · 440 · 441 · 442 · 443 · 444 · 445 · 446 · 447 · 448 · 449 · 450 · 451 · 452 · 453 · 454 · 455 · 456 · 457 · 458 · 459 · 460 · 461 · 462 · 463 · 464 · 465 · 466 · 469 · 470 · 471 · 472 · 473 · 474 · 475 · 476 · 478 · 479 · 480 · 482 · 483 · 485 · 486 · 487 · 488 · 489 · 490 · 491 · 492 · 493 · 494 · 495 · 496 · 497 · 499 · >>>
Brugnummers 412, 426, 428, 467, 468, 477, 481, 484 en 498 zijn niet (meer) vergeven.